# طراد الفئة لايبزيغ
فئة لايبزيغ هي فئة سفينة مكونة لاثنين من الطرادات الخفيفة الألمانية لرايخ مارين وفي وقت لاحق لكريغسمرينه. تكون الفئة من لايبزيغ، السفينة الرائدة، <i id="mwFQ">ونورنبرغ</i>، والتي تم تصميمها لتصميم معدّل قليلاً. كانت السفن تحسينات على مدى طرادات فئة كونيغسبرغ بترتيب أكثر كفاءة للبطارية الرئيسية وتحسين حماية الدروع. بني لايبزيغ بين عامي 1928 و1931 ، وتبعه نورنبرغ بين عامي 1934 و1935.
شاركت كلتا السفينتين في دوريات عدم التدخل خلال الحرب الأهلية الإسبانية في عامي 1936 و1937. بعد اندلاع الحرب العالمية الثانية، تم استخدامها في مجموعة متنوعة من الأدوار، بما في ذلك القوارب الصغيرة والسفن المرافقة. في 13 ديسمبر 1939، تم نسف السفينتين بواسطة الغواصة البريطانية أتش أم أس سالمون. تم استخدامها بعد ذلك في الأدوار الثانوية، في المقام الأول كسفن تدريب، لمعظم بقية الحرب. قدمت لايبزيغ بعض دعم إطلاق النار لقوات الجيش الألماني التي تقاتل على الجبهة الشرقية.
نجا كلتا السفينتين من الحرب، على الرغم من أن لايبزيغ كانت في حالة سيئة للغاية بعد تصادم عرضي مع الطراد الثقيل برينز يوجين في وقت متأخر من الحرب. لذلك تم استخدام لايبزيغ كسفينة ثكنات قبل أن يتم إغراقها عام 1946. نورنبرغ، ومع ذلك، خرجت من الحرب سالمة إلى حد كبير، ونتيجة لذلك، تم الاستيلاء عليها من قبل القوات البحرية السوفياتية كتعويضات حرب، وكلفت في الأسطول السوفياتي تحت اسم الأدميرال ماكاروف. استمرت في الخدمة السوفيتية حتى أواخر الخمسينيات، وتم تفكيكها للحصول على الخردة بحلول عام 1960.

### لايبزيغ

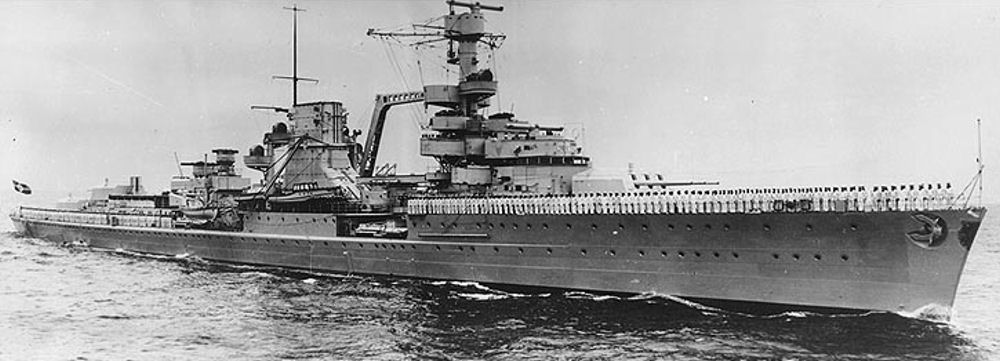
لايبزيغ حوالي عام 1936

### نورنبرغ

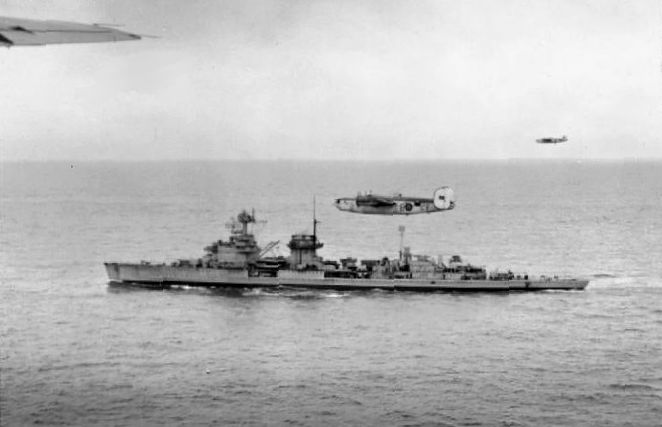
نورنبرغ في مايو 1945، برفقة قاذفات الدوريات البحرية التابعة لقوات سلاح الجو الملكي البريطاني

## أعمال بناء
| اسم     | باني                        | وضعت أسفل     | تم إطلاقه      | بتكليف        | مصير                                                                 |
| ------- | --------------------------- | ------------- | -------------- | ------------- | -------------------------------------------------------------------- |
| لايبزيغ | كريكسمارينفيفت، فيلهلمسهافن | 28 أبريل 1928 | 10 أكتوبر 1929 | 8 أكتوبر 1931 | أغرقت، 16 ديسمبر 1946                                                |
| نورنبرغ | دويتشه فيرك، كيل            | 4 نوفمبر 1933 | 6 ديسمبر 1934  | 2 نوفمبر 1935 | نُقل إلى البحرية السوفيتية باعتباره الأدميرال ماكاروف ، 5 نوفمبر 1945 |

## الحواشي
1. ↑  Gardiner & Chesneau, p. 231